# Francesco Convertini
Francesco Convertini (Locorotondo, 29 août 1898 - 11 février 1976, Krishnagar), était un prêtre catholique italien, de l'Institut des salésiens de Don Bosco, missionnaire en Inde, dans le Bengale. L'Église catholique l'a reconnu vénérable le 20 janvier 2017.

## Biographie
Francesco Convertini est né dans le quartier ‘Papariello’ de Locorotondo, et grandit dans un milieu modeste et religieux. Durant la Première Guerre mondiale, il est conscrit dans l'armée italienne. Blessé et fait prisonnier il est interné en  Pologne. De retour en Italie à la fin de la guerre, il répond à l'appel de la vie religieuse. Il entre chez les salésiens en 1923.  
Ses supérieurs discernent en lui une vocation missionnaire: Francesco recevra sa croix missionnaire des mains du bienheureux Filippo Rinaldi, supérieur général des salésiens. Parti de Gênes pour l’Inde en 1927, il oeuvre auprès de Stefano Ferrando, évêque de Krishnagar (en), de Mgr. Louis Mathias et du Père Costantino Vendrame. Il est ordonné prêtre par Mgr Ferrando en 1928.
Son terrain mission est le Bengale, où il se distingue par son énergie et un grand zèle apostolique. Francesco Convertini concentre son œuvre autour de l'aide matérielle et spirituelle, formant la population et lui apportant les bases de la foi chrétienne. Disponible pour tous, sans distinction entre les religions, il s'acquiert la sympathie des habitants et progressivement, il est recherché pour ses conseils, son aide ou sa prière par les riches comme par les pauvres, qu'ils soient hindous, chrétiens ou musulmans. Il visite chaque jour plusieurs villages, à pied ou à vélo. Il devient le seul missionnaire chrétien à être accepté dans les maisons des non-chrétiens.
Reconnu comme une grande âme par la population, il était en effet perçut comme un maître de vie spirituelle. Il n'était pas un grand théologien mais simplement un prêtre dévoué et vivant dans une grande simplicité, au contact de la population. Il concentrait sa spiritualité autour de la miséricorde. Francesco Convertini meurt le 11 février 1976 en murmurant : « Mère, je ne t’ai jamais déplu en vie, maintenant aide-moi ».

## Béatification
Le 12 décembre 1997, la Congrégation pour les causes des saints autorise le diocèse de Krishnagar (en) à ouvrir le procès en vue de la béatification de Francesco Convertini. L'enquête diocésaine est clôturée le 20 juin 2005 et transférée à Rome pour y être étudiée par le Saint-Siège.
La Congrégation pour la cause des saints se prononce le 10 janvier 2017, à l'unanimité, en faveur de la réputation de sainteté et de la reconnaissance des vertus héroïques du serviteur de Dieu Francesco Convertini.
Le 20 janvier 2017, le pape François reconnaît l'héroïcité de ses vertus et le déclare vénérable.